# 伴野長泰
伴野 長泰（ともの ながやす、生年不明 - 1285年）は、鎌倉時代の武将・御家人。官位は出羽守。父は伴野時直。 

## 生涯
伴野氏は清和源氏小笠原氏の流れを汲み、祖父の伴野時長の代から小笠原氏の嫡家となっていた。建治元年（1275年）5月六条八幡新宮造営費用として100貫を納めた。長泰は安達泰盛の母方の従兄弟として、弘安8年（1285年）の霜月騒動に敗れたことにより、弟の泰直、次男の長直とともに由比ヶ浜で処刑され、信濃に在国していた長男の盛時も自害するなど伴野一族の多くが犠牲となった。生き残った三男の泰房は安達氏の旧領三河国太陽寺荘（愛知県豊橋市）に逃れ、その子孫が更に同国幡豆郡に移って幡豆小笠原氏の祖となった。
これによって小笠原氏の嫡流は六波羅評定衆小笠原長政の子・小笠原長氏に移り、所領の伴野荘も北条氏に没収されている。